# Université de Guadalajara
Pour les articles homonymes, voir Guadalajara.
L'université de Guadalajara (Universidad de Guadalajara) est une institution publique mexicaine fondée le 12 octobre 1791 à Guadalajara, dans l'État de Jalisco. 
La Preparatoria de Jalisco y est rattachée.

## Historique
Historiquement, l'université de Guadalajara est la deuxième du pays, la quatrième en Amérique du Nord. Elle reçoit chaque année environ 190 000 étudiants.

## Personnalités liées à l'Université
- Lenia Ruvalcaba, championne paralympique mexicaine de judo